# Dysrhythmia
Dysrhythmia ist eine US-amerikanische Technical-Death-Metal- und Progressive-Rock-Band aus Philadelphia, Pennsylvania, die im Jahr 1998 gegründet wurde.

## Geschichte
Die Band wurde im Jahr 1998 von dem Gitarristen Kevin Hufnagel und dem Bassisten Clayton Ingerson gegründet. Beide kannten sich bereits vorher seit ihrer Highschool-Zeit, wobei Ingerson an der University of the Arts Philadelphia Musik als sein Hauptfach gewählt hatte. Zusammen entwarfen sie die ersten Lieder und machten sich auf die Suche nach einem Schlagzeuger, den sie im Jahr 1999 mit Jeff Eber fanden. Es folgten die ersten Auftritte in Philadelphia und sie spielten dabei auch im Club Stalag 13 zusammen mit Discordance Axis und Ruins. Im Jahr 2000 schloss sich mit Contradiction das erste Album in Eigenveröffentlichung an, wobei der Tonträger auf 500 Stück limitiert war. Das Album wurde innerhalb von vier Tagen im Kellerstudio eines Freundes aufgenommen. Zudem folgte die erste, selbst organisierte Tour. Das zweite Album No Interference erschien im Jahr 2001. Zudem folgten weitere Auftritte, sowie eine Split-Veröffentlichung zusammen mt xthoughtstreamsx. Eine weitere Split-Veröffentlichung schloss sich im Jahr 2002 zusammen mit Technician an. Im Mai 2003 folgte das dritte Album Pretest, das unter der Leitung von Steve Albini im Electrical Audio Studio B in Chicago aufgenommen wurde. Zudem hielt die Band Auftritte zusammen mit Gruppen wie Mastodon, Cephalic Carnage und Burnt by the Sun ab. 2004 folgten weitere Auftritte mit Bands wie Clutch, Mastodon, High on Fire und Zeke. Außerdem arbeitete die Band an neuem Material, während Bassist Clayton Ingerson die Band verließ und durch Colin Marston ersetzt wurde. Danach setzte die Band die Proben in Marstons Studio in Brooklyn fort. Im selben Jahr erschien zudem das Live-Album Live from the Relapse Contamination Festival 2003, das auf 1000 Stück begrenzt war. 2005 schrieb die Band an ihrem nächsten Album und probte im Sommer in Marstons Studio. Im Frühling ging die Band zusammen mit Jucifer auf Tour. Zudem wurde No Interference über Translation Loss Records mit drei Bonus-Live-Liedern wiederveröffentlicht. Nach einer Tour im Herbst begab sich die Band Anfang Dezember mit dem Produzenten Martin Bisi in die B.C. Studios in Brooklyn, um dort das Album Barriers and Passages aufzunehmen, das im Mai 2006 erschien. Im Sommer ging die Band zusammen mit Behold… the Arctopus, Yakuza und The Dillinger Escape Plan auf Tour. Im Frühling 2007 folgten weitere Auftritte zusammen mit Psyopus und Behold… the Arctopus. Zudem schrieb die Band an neuem Material und veröffentlichte Ende August die Split-Veröffentlichung Fractures zusammen mit Rothko. Im Sommer 2008 ging die Band auf Tour durch die USA und schrieb an ihrem fünften Album. Im Jahr  2009 folgte über Relapse Records das Album Psychic Maps, dem sich 2012 über Profound Lore Records Test of Submission anschloss.

## Stil
Fank Gaspari von Laut.de ordnete die Musik auf Pretest dem progressiven Rock zu und zog Vergleiche zu Bands wie Sonic Youth und Tool. Die Lieder würden beim Hören anstrengen und seien instrumental. Die Gitarrenriffs seien verzerrt, während der Bass tiefergestimmt worden sei. Zudem könne man auch Einflüsse aus dem Alternative Rock, Noise und Jazz hören. Greg Prato von Allmusic ordnete Psychic Maps dem Technical Death Metal zu und verglich die Musik mit Mastodon, nur ohne Gesang.

## Diskografie
- 2000: Contradiction (Album, Eigenveröffentlichung)
- 2001: No Interference (Album, Eigenveröffentlichung)
- 2001: Dysrhythmia / xthoughtstreamsx (Split mit xthoughtstreamsx, Ricecontrol Records)
- 2001: Dysrhythmia / Technician (Split mit xthoughtstreamsx, Tranquillity Base Records)
- 2003: Pretest (Album, Relapse Records)
- 2004: Live at Contamination Festival 2003 (Live-Album, Relapse Records)
- 2006: Barriers and Passages (Album, Relapse Records)
- 2007: Fractures (Split mit Rothko, Acerbic Noise Development)
- 2009: Psychic Maps (Album, Relapse Records)
- 2012: Test of Submission (Album, Profound Lore Records)